# Ceylanoglaucytes kratzii
Ceylanoglaucytes kratzii är en skalbaggsart som först beskrevs av Thomson 1865.  Ceylanoglaucytes kratzii ingår i släktet Ceylanoglaucytes och familjen långhorningar.
Artens utbredningsområde är Sri Lanka. Inga underarter finns listade i Catalogue of Life.